# 彭伯頓 (明尼蘇達州)
彭伯頓（英語：Pemberton）是一個位於美國明尼蘇達州布盧厄斯縣的城市。

## 人口
根據2020年美國人口普查的數據，彭伯頓的面積為0.49平方千米，當中陸地面積為0.49平方千米，而水域面積為0.00平方千米。當地共有人口229人，而人口密度為每平方千米467人。